# Mont Sainte-Catherine
Cet article concerne le sommet égyptien. Pour l'article concernant le volcan de la Grenade, voir Mont Sainte-Catherine (Grenade).
Le mont Sainte-Catherine (en arabe : جبل كاثرين; en grec : Όρος της Αγίας Αικατερίνης), localement désigné Gabal Katrîne, est le plus haut sommet d'Égypte, culminant à 2 642 m d'altitude. Il se trouve dans le Sinaï et représente un haut lieu biblique.

## Aspect religieux
Proche du mont Sinaï, lieu où Moïse aurait reçu les tables de la Loi, le mont Sainte-Catherine est d'après les croyances l'emplacement où aurait été déposé par les anges le corps de Sainte Catherine, martyrisée au début du IVe siècle à Alexandrie.
Entre les deux sommets se situe le monastère Sainte-Catherine au sein duquel sont conservées la majeure partie des reliques de la sainte.